# Usina Hidrelétrica de Aimorés

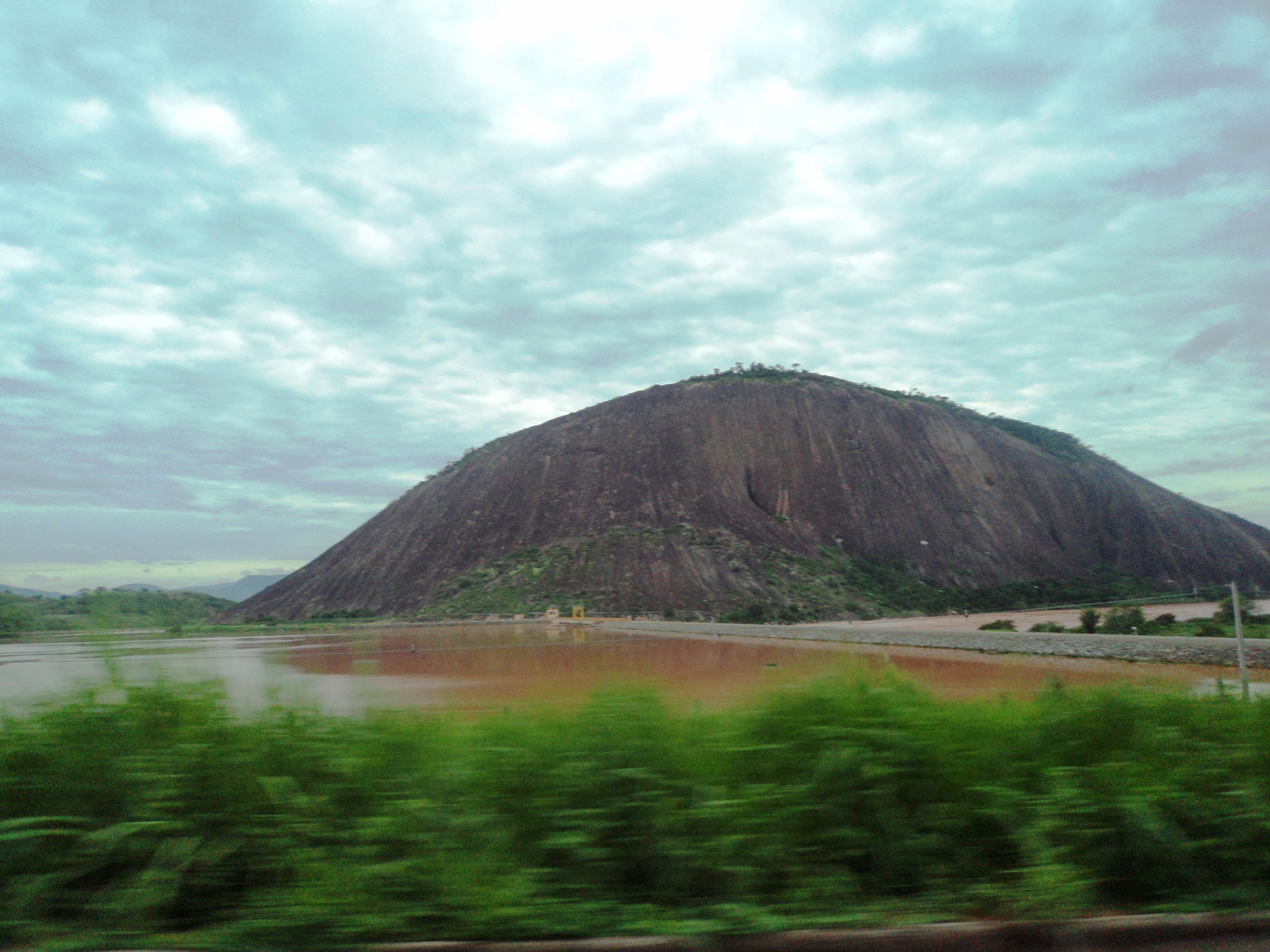
Barragem da UHE com a Pedra da Lorena ao fundo.

A Usina Hidrelétrica Eliezer Batista, também conhecida como Usina de Aimorés, é um empreendimento da Aliança Energia desde março de 2015. Anteriormente pertencia à Companhia Vale do Rio Doce (com 51% de participação), em associação com a Cemig (49%). Ela está localizada no rio Doce, município de Aimorés, Minas Gerais, na divisa com o Espírito Santo. Com seus 330 MW de potência instalada, Aimorés passará a ser o maior empreendimento hidrelétrico da Vale em operação. Energia suficiente para abastecer um milhão de consumidores. É a primeira hidrelétrica de porte da região Leste de Minas Gerais.
Os investimentos foram de US$ 296 milhões, sendo US$ 151 milhões feitos pela Vale. A cota de energia elétrica da empresa é de 51% e será direcionada para o suprimento de suas unidades operacionais nos estados de Minas Gerais e Espírito Santo. O projeto está em linha com a estratégia da Vale de realizar investimentos na geração própria de energia elétrica, tendo em vista a importância deste insumo para suas operações e o foco permanente na redução de custos.
As principais ações foram as relocações: da cidade de Itueta, de 23 km da Estrada de Ferro Vitória a Minas, de 2 km da BR-259, da fábrica de laticínios da Cooperativa Agropecuária de Resplendor – Capel e a relocação parcial da cidade de Resplendor.
Com Usina Hidrelétrica de Aimorés, a Cemig passa a contar com um parque gerador de energia que reúne 54 usinas em operação. São 49 hidrelétricas, quatro termelétricas e uma eólica. Outras três hidrelétricas estão em construção em Minas Gerais: Capim Branco I, Capim Branco II e Irapé. Aimorés e essas três usinas somam investimentos de R$ 2,2 bilhões. Desse total, R$ 1,5 bilhão recursos da Cemig e Governo de Minas.
Aimorés e as três hidrelétricas vão possibilitar um aumento na capacidade do parque gerador do Estado em 1 milhão e 440 kilowatts ou 1,140 MW. Em relação à Cemig, representa um acréscimo de quase 10% da atual capacidade instalada de geração da empresa.